# Gabriel (futebolista)
Gabriel Santana Pinto, mais conhecido como Gabriel (Salvador, 6 de janeiro de 1990), é um futebolista brasileiro que atua como lateral-direito, meia ou ponta-direita. Atualmente, joga pelo Mirassol.

## Carreira

### Bahia
Neto do Campeão Brasileiro de 1959, Flávio, ex-jogador do Bahia, Gabriel nunca escondeu o fato de  ser torcedor do clube. Tido como uma das maiores recentes revelações da base do Bahia, o jogador foi descoberto em um baba (pelada) no bairro da Ribeira, o famoso Baba do Lasca pelo ex-presidente do clube Marcelo Guimarães Filho, em 2009.
Não ficou muito tempo nas categorias de base e rapidamente subiu para o profissional com o então técnico René Simões.
Caracterizado pelos cruzamentos e passes precisos, velocidade, e bons dribles Gabriel logo despertou interesse de outros clubes, fato que levou o Bahia a renovar o seu contrato até 2015. Joel Santana chegou a dizer que Gabriel seria uma pedra preciosa do Tricolor de Aço.
Na temporada 2012, Gabriel assumiu de vez a titularidade do time e conquistou a lendária camisa 8 de Bobô vencendo o campeonato baiano de 2012. Além de ter sido campeão pelo Bahia, também foi eleito o Craque do campeonato, o melhor meia direita e o líder em assistências (18 no total).
Alguns ídolos eternos do Bahia como Osni, Douglas e Léo Oliveira elogiaram bastante o jogador após o triunfo do Bahia contra o Santos de Neymar em plena Vila Belmiro, pedindo inclusive a convocação do meia para Seleção Brasileira.
Trabalhando com o técnico Jorginho se desenvolve bastante, sendo apontado, junto com Bernard, a revelação do Campeonato Brasileiro de 2012.

### Flamengo

#### 2013
Ao fim da temporada 2012, foi cobiçado por Fiorentina, Roma, Corinthians, Internacional, Santos, mas em 9 de janeiro de 2013, o jogador foi anunciado como novo reforço do Flamengo. A negociação durou de uma a duas semanas, mas com desfecho favorável para o rubro-negro carioca, que adquiriu através de um fundo de investidores (empresário Carlos Leite) 50% do passe de Gabriel por 7 milhões de reais, o maior valor de uma transferência envolvendo um clube nordestino (superando Ciro ex-Sport e Elkeson ex-Vitória) mesmo sendo apenas 50% do seu passe.
Marcou seu primeiro gol com a camisa rubro-negra em 31 de março de 2013. A partida foi contra o Audax Rio, válida pelo Campeonato Carioca. Apesar do gol, o Flamengo perdeu a partida por 2 a 1.
Em 8 de junho de 2013, na partida contra o Criciúma, no Estádio Heriberto Hülse, partida válida pelo Campeonato Brasileiro, marcou duas vezes, sendo um deles um gol olímpico, o primeiro da carreira.

#### 2014
Para a temporada de 2014, Gabriel passou por um trabalho especial de preparação física e nutrição, para ganhar massa muscular. O planejamento rendeu 11 quilos de massa muscular. Característica do atleta, a velocidade foi beneficiada e até a recuperação física tornou-se mais rápida.
Após um longo tempo sem marcar pelo Flamengo, Gabriel voltou a marcar pelo Carioca de 2014, em que o meia marcou o gol do empate contra o Duque de Caxias. No clássico contra o Vasco da Gama, Gabriel foi o herói do jogo, ao entrar no segundo tempo e marcar o gol da virada perto do fim do jogo. O jogo terminou 2 a 1 pro Flamengo. Diante do Emelec, Gabriel foi eleito o melhor jogador da partida após entrar no segundo tempo e mudar o jogo, o jogo terminou 3 a 1 para o Rubro-Negro. Gabriel foi autor de um dos gols da vitória diante do Botafogo por 2 a 0, vitória que garantiu a conquista da Taça Guanabara de 2014.
Gabriel voltou a marcar pelo Flamengo diante do América de Natal na vitória por 1 a 0, diante do jogo de ida da Copa do Brasil. Marcou novamente na vitória por 3 a 0 diante do Cruzeiro em partida válida pelo Campeonato Brasileiro. Novamente diante do América de Natal marcou o gol da vitória por 1 a 0 e classificando o Flamengo para as semifinais da Copa do Brasil.
Confirmando esta boa fase no Rubro-Negro, Gabriel marcou os dois gols do time carioca na vitória por 2 a 0 diante do Internacional, em partida válida pelo Campeonato Brasileiro, o que lhe rendeu o prêmio de Craque da Rodada.
Foi novamente decisivo na primeira partida válida pela semifinal da Copa do Brasil, contra o Atlético Mineiro (vitória por 2x0). Ele sofreu a falta, e depois fez o cruzamento que resultou no primeiro gol marcado por Víctor Cáceres, e fez uma linda jogada, partindo do campo de defesa e driblando 3 jogadores, antes de sofrer o pênalti, que foi convertido pelo zagueiro Chicão. Neste lance, Gabriel aplicou dois dribles consecutivos no lateral Marcos Rocha. No segundo, perdeu o equilíbrio, caiu, mas levantou e seguiu em frente, até deixar o zagueiro Edcarlos para trás e ser derrubado, dentro da área, pelo volante Josué.

#### 2015
No dia 11 de março de 2015, Gabriel chegou a marca de 100 jogos pelo Flamengo diante do Volta Redonda em partida válida pelo Campeonato Carioca. Na ocasião o Rubro-Negro venceu de virada por 2 a 1.
No Brasileirão 2015, apesar de ter começado a competição como titular, ele foi utilizado a maior parte do campeonato como reserva, após perder a vaga de titular com Cristóvão Borges. Por conta disso, no mês de Agosto, o Bahia fez uma investida para empréstimo do atleta, mas o Flamengo não liberou o jogador.
Ao final da temporada, seu nome foi especulado como um dos possível integrantes da barca que deixaria a Gávea. Porém, o técnico Muricy Ramalho elogiou o atleta e pediu sua permanência no clube.

#### 2016
No dia 27 de Janeiro de 2016, Gabriel foi importante na vitória do Flamengo por 2x0 contra o Atlético Mineiro, em partida válida pela Primeira Liga. Apesar de não ter feito os gols, e de não ter dado passe para nenhum deles, Gabriel evitou um gol certo da equipe mineira. Após a equipe mineira roubar a bola no campo de defesa e contra-atacar a equipe carioca em altíssima velocidade, Lucas Pratto cruzou rasteiro na área e deixou Giovanni Augusto para finalizar praticamente da pequena área, sem goleiro. Gabriel, que correu o campo todo acompanhando todo o lance, deu um carrinho e evitou o gol certo da equipe mineira. Este lance, que ficou em 2.º lugar na enquete "O Vilão da Rodada", do programa "É Gol!!!", da SporTV, evidencia a importância tática que Gabriel tem para a equipe.
No dia 7 de setembro, Gabriel marcou seu primeiro gol de cabeça como profissional na vitória do Flamengo por 2x1 sobre a Ponte Preta.

#### 2017
No dia 8 de março Gabriel entrou no segundo tempo no jogo contra o San Lorenzo, sofreu um pênalti e marcou um golaço chutando de fora da área, acertando o ângulo, fechando a goleada do Fla por 4x0 no Maracanã. Partida válida pela Libertadores 2017.
No dia 30 de agosto, Gabriel atuou como lateral-direito, na partida em que o Flamengo empatou em 1x1 com o Paraná, pela Primeira Liga. Por conta do empate, a partida teve de ser decidida nos pênaltis. Gabriel foi o segundo cobrador do Flamengo, e converteu sua cobrança.

### Sport
No dia 15 de janeiro de 2018, o Sport oficializou a contratação do meia-atacante Gabriel. O jogador chegou por empréstimo do Flamengo até o final do ano.

### Kashiwa Reysol
Em janeiro de 2019, Gabriel foi anunciado como reforço do Kashiwa Reysol, do Japão. O meia acertou com o clube japonês por empréstimo até o fim do ano.

### Coritiba
No dia 12 de janeiro de 2020, o meia-atacante Gabriel foi confirmado como reforço do Coritiba para a temporada. O jogador de 29 anos estava livre no mercado após os contratos com o Flamengo e o Kashiwa Reysol, do Japão, chegarem ao fim em 31 de dezembro. Em novembro do mesmo ano, Gabriel foi liberado pelo Coritiba para acertar com outro clube. Gabriel realizou 18 jogos pelo time alviverde e marcou apenas um gol.

### CSA
Ainda em novembro, Gabriel foi anunciado como reforço do CSA. Peça-chave em 2021, o clube alagoano anunciou a renovação de contrato do meia Gabriel. Em 2021, o meia disputou 69 partidas e marcou seis gols. Capitão e na terceira temporada no CSA, o meia disputou 48 jogos em 2022, sendo 31 pela Série B. Gabriel é a referência no setor de criação azulino e deu quatro assistências, mas não marcou nenhum gol.
No dia 6 de janeiro de 2023, Gabriel teve o encerramento de seu vínculo com o clube publicado no BID, assim tornando-se oficialmente um jogador livre. Gabriel chegou ao CSA em 2020, atuou em 117 partidas e fez seis gols.

### Mirassol
No dia 15 de dezembro de 2022, o Mirassol anunciou a contratação do meia Gabriel. Em dezembro de 2023, o Mirassol oficializou a renovação de contrato com o meia Gabriel até o fim de 2025. O meia foi um dos destaques do Leão na temporada. Ele, inclusive, foi o jogador que mais atuou no ano, com 50 jogos disputados, um recorde histórico para o clube, já que nenhum atleta havia atingido essa marca em uma única temporada. Nessas 50 partidas, Gabriel marcou sete gols e deu cinco assistências.

## Características
Um lance que resume bem suas características aconteceu no dia 27 de janeiro de 2016, quando o Flamengo venceu o Atlético Mineiro por 2 a 0, em partida válida pela Primeira Liga, quando Gabriel evitou um gol certo da equipe mineira. Após a equipe mineira roubar a bola no campo de defesa e contra-atacar o Flamengo em altíssima velocidade, Lucas Pratto cruzou rasteiro na área e deixou Giovanni Augusto para finalizar praticamente da pequena área, sem goleiro. Gabriel, que correu o campo todo acompanhando todo o lance, deu um carrinho e evitou o gol certo da equipe mineira.

## Estilo de jogo
Meia de origem, Gabriel atua também como atacante e, em algumas partidas do Brasileiro de 2011, atuou como lateral-direito.
Gabriel tem a facilidade de atuar pelos lados do campo, rápido e ágil consegue puxar com facilidade os contra-ataques, com isso se torna uma ótima opção para o segundo tempo, quando a equipe adversária está mais desgastada.

## Estatísticas
Até 2 de dezembro de 2018.

### Clubes
| Clube             | Temporada         | Campeonato nacional | Campeonato nacional | Campeonato nacional | Copa nacional[a] | Copa nacional[a] | Copa nacional[a] | Competições continentais[b] | Competições continentais[b] | Competições continentais[b] | Outros torneios[c] | Outros torneios[c] | Outros torneios[c] | Total | Total | Total   |
| Clube             | Temporada         | Jogos               | Gols                | Assist.             | Jogos            | Gols             | Assist.          | Jogos                       | Gols                        | Assist.                     | Jogos              | Gols               | Assist.            | Jogos | Gols  | Assist. |
| ----------------- | ----------------- | ------------------- | ------------------- | ------------------- | ---------------- | ---------------- | ---------------- | --------------------------- | --------------------------- | --------------------------- | ------------------ | ------------------ | ------------------ | ----- | ----- | ------- |
| Bahia             | 2011              | 18                  | 0                   | 0                   | 3                | 0                | 0                | —                           | —                           | —                           | 3                  | 0                  | 0                  | 24    | 0     | 0       |
| Bahia             | 2012              | 25                  | 6                   | 1                   | 7                | 1                | 3                | 1                           | 0                           | 0                           | 22                 | 6                  | 18                 | 55    | 13    | 22      |
| Bahia             | Total             | 43                  | 6                   | 1                   | 10               | 1                | 3                | 1                           | 0                           | 0                           | 25                 | 6                  | 0                  | 79    | 13    | 22      |
| Flamengo          | 2013              | 29                  | 2                   | 3                   | 7                | 0                | 0                | —                           | —                           | —                           | 9                  | 1                  | 0                  | 45    | 3     | 3       |
| Flamengo          | 2014              | 21                  | 3                   | 2                   | 5                | 2                | 1                | 5                           | 0                           | 0                           | 16                 | 4                  | 1                  | 47    | 9     | 4       |
| Flamengo          | 2015              | 24                  | 4                   | 2                   | 2                | 0                | 0                | —                           | —                           | —                           | 19                 | 1                  | 3                  | 45    | 5     | 5       |
| Flamengo          | 2016              | 22                  | 3                   | 0                   | 3                | 0                | 0                | 1                           | 0                           | 1                           | 20                 | 1                  | 1                  | 46    | 4     | 2       |
| Flamengo          | 2017              | 6                   | 0                   | 0                   | 3                | 0                | 0                | 6                           | 1                           | 0                           | 15                 | 1                  | 2                  | 30    | 2     | 2       |
| Flamengo          | Total             | 102                 | 12                  | 7                   | 20               | 2                | 1                | 13                          | 1                           | 1                           | 79                 | 8                  | 7                  | 214   | 23    | 16      |
| Sport             | 2018              | 33                  | 5                   | 2                   | 2                | 0                | 0                | —                           | —                           | —                           | 12                 | 1                  | 0                  | 47    | 6     | 2       |
| Sport             | Total             | 33                  | 5                   | 2                   | 2                | 0                | 0                | —                           | —                           | —                           | 12                 | 1                  | 0                  | 47    | 6     | 2       |
| Total na carreira | Total na carreira | 178                 | 23                  | 10                  | 32               | 3                | 4                | 14                          | 1                           | 1                           | 116                | 15                 | 7                  | 340   | 42    | 40      |

- a. ^ Jogos da Copa do Brasil
- b. ^ Jogos da Copa Sul-Americana e Copa Libertadores
- c. ^ Jogos do Campeonato Baiano, Campeonato Carioca, Jogo amistoso, Granada Cup, Super Series, Troféu Asa Branca, Taça Chico Science e Primeira Liga do Brasil

|          | Data                    | Local                                          | Resultado | Adversário             | Gols | Assist. | Competição                           |
| -------- | ----------------------- | ---------------------------------------------- | --------- | ---------------------- | ---- | ------- | ------------------------------------ |
| Bahia    |                         |                                                |           |                        |      |         |                                      |
| 1.       | 6 de fevereiro de 2011  | Barradão, Salvador, Brasil                     | 0–3       | Vitória                | 0    | 0       | Campeonato Baiano de 2011            |
| 2.       | 16 de fevereiro de 2011 | Batistão, Aracaju, Brasil                      | 0–0       | São Domingos           | 0    | 0       | Copa do Brasil de 2011               |
| 3.       | 23 de fevereiro de 2011 | Pituaçu, Salvador, Brasil                      | 5–1       | São Domingos           | 0    | 0       | Copa do Brasil de 2011               |
| 4.       | 20 de março de 2011     | Lomantão, Vitória da Conquista, Brasil         | 2–2       | Vitória da Conquista   | 0    | 0       | Campeonato Baiano de 2011            |
| 5.       | 24 de março de 2011     | Pituaçu, Salvador, Brasil                      | 1–0       | Atlético Alagoinhas    | 0    | 0       | Campeonato Baiano de 2011            |
| 6.       | 6 de abril de 2011      | Pituaçu, Salvador, Brasil                      | 2–1       | Paysandu               | 0    | 0       | Copa do Brasil de 2011               |
| 7.       | 22 de maio de 2011      | Arena do Jacaré, Sete Lagoas, Brasil           | 1–2       | América Mineiro        | 0    | 0       | Campeonato Brasileiro de 2011        |
| 8.       | 29 de maio de 2011      | Pituaçu, Salvador, Brasil                      | 3–3       | Flamengo               | 0    | 0       | Campeonato Brasileiro de 2011        |
| 9.       | 5 de junho de 2011      | Olímpico Monumental, Porto Alegre, Brasil      | 0–2       | Grêmio                 | 0    | 0       | Campeonato Brasileiro de 2011        |
| 10.      | 29 de julho de 2011     | Pituaçu, Salvador, Brasil                      | 0–1       | Corinthians            | 0    | 0       | Campeonato Brasileiro de 2011        |
| 11.      | 10 de julho de 2011     | Pituaçu, Salvador, Brasil                      | 1–1       | Botafogo               | 0    | 0       | Campeonato Brasileiro de 2011        |
| 12.      | 17 de julho de 2011     | Arena do Jacaré, Sete Lagoas, Brasil           | 1–2       | Cruzeiro               | 0    | 0       | Campeonato Brasileiro de 2011        |
| 13.      | 24 de julho de 2011     | Pituaçu, Salvador, Brasil                      | 0–0       | Coritiba               | 0    | 0       | Campeonato Brasileiro de 2011        |
| 14.      | 28 de julho de 2011     | São Januário, Rio de Janeiro, Brasil           | 1–1       | Vasco da Gama          | 0    | 0       | Campeonato Brasileiro de 2011        |
| 15.      | 31 de julho de 2011     | Pituaçu, Salvador, Brasil                      | 3–1       | Figueirense            | 0    | 0       | Campeonato Brasileiro de 2011        |
| 16.      | 4 de agosto de 2011     | Morumbi, São Paulo, Brasil                     | 0–3       | São Paulo              | 0    | 0       | Campeonato Brasileiro de 2011        |
| 17.      | 7 de agosto de 2011     | Pituaçu, Salvador, Brasil                      | 2–1       | Atlético Goianiense    | 0    | 0       | Campeonato Brasileiro de 2011        |
| 18.      | 14 de agosto de 2011    | Pituaçu, Salvador, Brasil                      | 1–1       | Internacional          | 0    | 0       | Campeonato Brasileiro de 2011        |
| 19.      | 21 de agosto de 2011    | Pituaçu, Salvador, Brasil                      | 1–2       | Santos                 | 0    | 0       | Campeonato Brasileiro de 2011        |
| 20.      | 12 de outubro de 2011   | Pituaçu, Salvador, Brasil                      | 0–0       | Cruzeiro               | 0    | 0       | Campeonato Brasileiro de 2011        |
| 21.      | 23 de outubro de 2011   | Pituaçu, Salvador, Brasil                      | 0–2       | Vasco da Gama          | 0    | 0       | Campeonato Brasileiro de 2011        |
| 22.      | 30 de outubro de 2011   | Orlando Scarpelli, Florianópolis, Brasil       | 1–2       | Figueirense            | 0    | 0       | Campeonato Brasileiro de 2011        |
| 23.      | 5 de novembro de 2011   | Pituaçu, Salvador, Brasil                      | 4–3       | São Paulo              | 0    | 0       | Campeonato Brasileiro de 2011        |
| 24.      | 4 de dezembro de 2011   | Pituaçu, Salvador, Brasil                      | 2–1       | Ceará                  | 0    | 0       | Campeonato Brasileiro de 2011        |
| 79.      | 2 de dezembro de 2012   | Serra Dourada, Goiânia, Brasil                 | 0–1       | Atlético Goianiense    | 0    | 0       | Campeonato Brasileiro de 2012        |
| Flamengo |                         |                                                |           |                        |      |         |                                      |
| 80.      | 23 de fevereiro de 2013 | Raulino de Oliveira, Volta Redonda, Brasil     | 2–0       | Olaria                 | 0    | 0       | Campeonato Carioca de 2013           |
| 81.      | 3 de março de 2013      | Nilton Santos, Rio de Janeiro, Brasil          | 0–2       | Botafogo               | 0    | 0       | Campeonato Carioca de 2013           |
| 82.      | 13 de março de 2013     | Nilton Santos, Rio de Janeiro, Brasil          | 2–3       | Resende                | 0    | 0       | Campeonato Carioca de 2013           |
| 83.      | 23 de março de 2013     | Nilton Santos, Rio de Janeiro, Brasil          | 0–0       | Boavista               | 0    | 0       | Campeonato Carioca de 2013           |
| 84.      | 27 de março de 2013     | Raulino de Oliveira, Volta Redonda, Brasil     | 2–1       | Bangu                  | 0    | 0       | Campeonato Carioca de 2013           |
| 85.      | 31 de março de 2013     | Moça Bonita, Rio de Janeiro, Brasil            | 1–2       | Audax Rio              | 1    | 0       | Campeonato Carioca de 2013           |
| 86.      | 3 de abril de 2013      | Mangueirão, Belém, Brasil                      | 1–0       | Remo                   | 0    | 0       | Copa do Brasil de 2013               |
| 87.      | 6 de abril de 2013      | Moça Bonita, Rio de Janeiro, Brasil            | 1–1       | Duque de Caxias        | 0    | 0       | Campeonato Carioca de 2013           |
| 88.      | 14 de abril de 2013     | Raulino de Oliveira, Volta Redonda, Brasil     | 3–1       | Fluminense             | 0    | 0       | Campeonato Carioca de 2013           |
| 89.      | 17 de abril de 2013     | Raulino de Oliveira, Volta Redonda, Brasil     | 3–0       | Remo                   | 0    | 0       | Copa do Brasil de 2013               |
| 90.      | 1 de maio de 2013       | O Amigão, Campina Grande, Brasil               | 2–1       | Campinense             | 0    | 0       | Copa do Brasil de 2013               |
| 91.      | 15 de maio de 2013      | Mário Helênio, Juiz de Fora, Brasil            | 2–1       | Campinense             | 0    | 0       | Copa do Brasil de 2013               |
| 92.      | 26 de maio de 2013      | Mané Garrincha, Brasília, Brasil               | 0–0       | Santos                 | 0    | 0       | Campeonato Brasileiro de 2013        |
| 93.      | 29 de maio de 2013      | Mário Helênio, Juiz de Fora, Brasil            | 0–2       | Ponte Preta            | 0    | 0       | Campeonato Brasileiro de 2013        |
| 94.      | 1 de junho de 2013      | Arena Joinville, Joinville, Brasil             | 2–2       | Atlético Paranaense    | 0    | 0       | Campeonato Brasileiro de 2013        |
| 95.      | 5 de junho de 2013      | Orlando Scarpelli, Florianópolis, Brasil       | 0–1       | Náutico                | 0    | 0       | Campeonato Brasileiro de 2013        |
| 96.      | 8 de junho de 2013      | Heriberto Hülse, Criciúma, Brasil              | 3–0       | Criciúma               | 2    | 0       | Campeonato Brasileiro de 2013        |
| 97.      | 29 de junho de 2013     | Parque do Sabiá, Uberlândia, Brasil            | 1–0       | São Paulo              | 0    | 0       | Troféu 125 anos de Uberlândia        |
| 98.      | 6 de julho de 2013      | Mané Garrincha, Brasília, Brasil               | 2–2       | Coritiba               | 0    | 2       | Campeonato Brasileiro de 2013        |
| 99.      | 14 de julho de 2013     | Mané Garrincha, Brasília, Brasil               | 1–0       | Vasco da Gama          | 0    | 0       | Campeonato Brasileiro de 2013        |
| 100.     | 28 de julho de 2013     | Maracanã, Rio de Janeiro, Brasil               | 0–1       | Botafogo               | 0    | 0       | Campeonato Brasileiro de 2013        |
| 101.     | 31 de julho de 2013     | Arena Fonte Nova, Salvador, Brasil             | 0–3       | Bahia                  | 0    | 0       | Campeonato Brasileiro de 2013        |
| 102.     | 4 de agosto de 2013     | Mané Garrincha, Brasília, Brasil               | 3–0       | Atlético Mineiro       | 0    | 0       | Campeonato Brasileiro de 2013        |
| 103.     | 7 de agosto de 2013     | Mané Garrincha, Brasília, Brasil               | 1–1       | Portuguesa             | 0    | 0       | Campeonato Brasileiro de 2013        |
| 104.     | 11 de agosto de 2013    | Maracanã, Rio de Janeiro, Brasil               | 3–2       | Fluminense             | 0    | 0       | Campeonato Brasileiro de 2013        |
| 105.     | 14 de agosto de 2013    | Serra Dourada, Goiânia, Brasil                 | 1–1       | Goiás                  | 0    | 0       | Campeonato Brasileiro de 2013        |
| 106.     | 18 de agosto de 2013    | Mané Garrincha, Brasília, Brasil               | 0–0       | São Paulo              | 0    | 0       | Campeonato Brasileiro de 2013        |
| 107.     | 21 de agosto de 2013    | Mineirão, Belo Horizonte, Brasil               | 1–2       | Cruzeiro               | 0    | 0       | Copa do Brasil de 2013               |
| 108.     | 1 de setembro de 2013   | Pacaembu, São Paulo, Brasil                    | 0–4       | Corinthians            | 0    | 0       | Campeonato Brasileiro de 2013        |
| 109.     | 4 de setembro de 2013   | Maracanã, Rio de Janeiro, Brasil               | 2–1       | Vitória                | 0    | 1       | Campeonato Brasileiro de 2013        |
| 110.     | 8 de setembro de 2013   | Mineirão, Belo Horizonte, Brasil               | 0–1       | Cruzeiro               | 0    | 0       | Campeonato Brasileiro de 2013        |
| 111.     | 12 de setembro de 2013  | Maracanã, Rio de Janeiro, Brasil               | 2–1       | Santos                 | 0    | 0       | Campeonato Brasileiro de 2013        |
| 112.     | 15 de setembro de 2013  | Moisés Lucarelli, Campinas, Brasil             | 1–1       | Ponte Preta            | 0    | 0       | Campeonato Brasileiro de 2013        |
| 113.     | 22 de setembro de 2013  | Arena Pernambuco, São Lourenço da Mata, Brasil | 0–0       | Náutico                | 0    | 0       | Campeonato Brasileiro de 2013        |
| 114.     | 25 de setembro de 2013  | Maracanã, Rio de Janeiro, Brasil               | 1–1       | Botafogo               | 0    | 0       | Copa do Brasil de 2013               |
| 115.     | 6 de outubro de 2013    | Mané Garrincha, Brasília, Brasil               | 1–1       | Vasco da Gama          | 0    | 0       | Campeonato Brasileiro de 2013        |
| 116.     | 10 de outubro de 2013   | Maracanã, Rio de Janeiro, Brasil               | 2–1       | Internacional          | 0    | 0       | Campeonato Brasileiro de 2013        |
| 117.     | 16 de outubro de 2013   | Maracanã, Rio de Janeiro, Brasil               | 2–1       | Bahia                  | 0    | 0       | Campeonato Brasileiro de 2013        |
| 118.     | 20 de outubro de 2013   | Independência, Belo Horizonte, Brasil          | 0–1       | Atlético Mineiro       | 0    | 0       | Campeonato Brasileiro de 2013        |
| 119.     | 30 de outubro de 2013   | Serra Dourada, Goiânia, Brasil                 | 2–1       | Goiás                  | 0    | 0       | Copa do Brasil de 2013               |
| 120.     | 3 de novembro de 2013   | Maracanã, Rio de Janeiro, Brasil               | 1–0       | Fluminense             | 0    | 0       | Campeonato Brasileiro de 2013        |
| 121.     | 9 de novembro de 2013   | Maracanã, Rio de Janeiro, Brasil               | 1–1       | Goiás                  | 0    | 0       | Campeonato Brasileiro de 2013        |
| 122.     | 17 de novembro de 2013  | Arena do Grêmio, Porto Alegre, Brasil          | 1–2       | Grêmio                 | 0    | 0       | Campeonato Brasileiro de 2013        |
| 123.     | 24 de novembro de 2013  | Maracanã, Rio de Janeiro, Brasil               | 1–0       | Corinthians            | 0    | 0       | Campeonato Brasileiro de 2013        |
| 124.     | 1 de dezembro de 2013   | Barradão, Salvador, Brasil                     | 2–4       | Vitória                | 0    | 0       | Campeonato Brasileiro de 2013        |
| 125.     | 19 de janeiro de 2014   | Maracanã, Rio de Janeiro, Brasil               | 1–0       | Audax Rio              | 0    | 0       | Campeonato Carioca de 2014           |
| 126.     | 22 de janeiro de 2014   | Raulino de Oliveira, Volta Redonda, Brasil     | 1–0       | Volta Redonda          | 0    | 0       | Campeonato Carioca de 2014           |
| 127.     | 25 de janeiro de 2014   | Maracanã, Rio de Janeiro, Brasil               | 2–2       | Duque de Caxias        | 1    | 0       | Campeonato Carioca de 2014           |
| 128.     | 29 de janeiro de 2014   | Eduardo Guinle, Nova Friburgo, Brasil          | 2–0       | Friburguense           | 0    | 0       | Campeonato Carioca de 2014           |
| 129.     | 2 de fevereiro de 2014  | Raulino de Oliveira, Volta Redonda, Brasil     | 2–0       | Macaé                  | 0    | 1       | Campeonato Carioca de 2014           |
| 130.     | 5 de fevereiro de 2014  | Moça Bonita, Rio de Janeiro, Brasil            | 5–2       | Boavista               | 1    | 0       | Campeonato Carioca de 2014           |
| 131.     | 8 de fevereiro de 2014  | Maracanã, Rio de Janeiro, Brasil               | 0–3       | Fluminense             | 0    | 0       | Campeonato Carioca de 2014           |
| 132.     | 16 de fevereiro de 2014 | Maracanã, Rio de Janeiro, Brasil               | 2–1       | Vasco da Gama          | 1    | 0       | Campeonato Carioca de 2014           |
| 133.     | 19 de fevereiro de 2014 | Maracanã, Rio de Janeiro, Brasil               | 2–0       | Madureira              | 0    | 0       | Campeonato Carioca de 2014           |
| 134.     | 26 de fevereiro de 2014 | Maracanã, Rio de Janeiro, Brasil               | 3–1       | Emelec                 | 0    | 0       | Copa Libertadores da América de 2014 |
| 135.     | 1 de março de 2014      | Maracanã, Rio de Janeiro, Brasil               | 2–1       | Nova Iguaçu            | 0    | 0       | Campeonato Carioca de 2014           |
| 136.     | 5 de março de 2014      | Raulino de Oliveira, Volta Redonda, Brasil     | 2–0       | Bonsucesso             | 0    | 0       | Campeonato Carioca de 2014           |
| 137.     | 9 de março de 2014      | Maracanã, Rio de Janeiro, Brasil               | 2–0       | Botafogo               | 1    | 0       | Campeonato Carioca de 2014           |
| 138.     | 12 de março de 2014     | Maracanã, Rio de Janeiro, Brasil               | 2–2       | Bolívar                | 0    | 0       | Copa Libertadores da América de 2014 |
| 139.     | 19 de março de 2014     | Hernando Siles, La Paz, Bolívia                | 0–1       | Bolívar                | 0    | 0       | Copa Libertadores da América de 2014 |
| 140.     | 26 de março de 2014     | Maracanã, Rio de Janeiro, Brasil               | 3–0       | Cabofriense            | 0    | 0       | Campeonato Carioca de 2014           |
| 141.     | 29 de março de 2014     | Maracanã, Rio de Janeiro, Brasil               | 3–1       | Cabofriense            | 0    | 0       | Campeonato Carioca de 2014           |
| 142.     | 2 de abril de 2014      | George Capwell, Guayaquil, Equador             | 2–1       | Emelec                 | 0    | 0       | Copa Libertadores da América de 2014 |
| 143.     | 6 de abril de 2014      | Maracanã, Rio de Janeiro, Brasil               | 1–1       | Vasco da Gama          | 0    | 0       | Campeonato Carioca de 2014           |
| 144.     | 9 de abril de 2014      | Maracanã, Rio de Janeiro, Brasil               | 2–3       | León                   | 0    | 0       | Copa Libertadores da América de 2014 |
| 145.     | 13 de abril de 2014     | Maracanã, Rio de Janeiro, Brasil               | 1–1       | Vasco da Gama          | 0    | 0       | Campeonato Carioca de 2014           |
| 146.     | 20 de abril de 2014     | Mané Garrincha, Brasília, Brasil               | 0–2       | Goiás                  | 0    | 0       | Campeonato Brasileiro de 2014        |
| 147.     | 1 de junho de 2014      | Parque do Sabiá, Uberlândia, Brasil            | 0–3       | Cruzeiro               | 0    | 0       | Campeonato Brasileiro de 2014        |
| 148.     | 27 de julho de 2014     | Maracanã, Rio de Janeiro, Brasil               | 1–0       | Botafogo               | 0    | 0       | Campeonato Brasileiro de 2014        |
| 149.     | 3 de agosto de 2014     | Arena Condá, Chapecó, Brasil                   | 0–1       | Chapecoense            | 0    | 0       | Campeonato Brasileiro de 2014        |
| 150.     | 24 de agosto de 2014    | Heriberto Hülse, Criciúma, Brasil              | 2–0       | Criciúma               | 0    | 0       | Campeonato Brasileiro de 2014        |
| 151.     | 27 de agosto de 2014    | Couto Pereira, Curitiba, Brasil                | 0–3       | Coritiba               | 0    | 0       | Copa do Brasil de 2014               |
| 152.     | 31 de agosto de 2014    | Barradão, Salvador, Brasil                     | 2–1       | Vitória                | 0    | 0       | Campeonato Brasileiro de 2014        |
| 153.     | 3 setembro de 2014      | Maracanã, Rio de Janeiro, Brasil               | 3–0 (3–2) | Coritiba               | 0    | 0       | Copa do Brasil de 2014               |
| 154.     | 6 de setembro de 2014   | Maracanã, Rio de Janeiro, Brasil               | 0–1       | Grêmio                 | 0    | 0       | Campeonato Brasileiro de 2014        |
| 155.     | 10 de setembro de 2014  | Arena Pantanal, Cuiabá, Brasil                 | 0–1       | Goiás                  | 0    | 0       | Campeonato Brasileiro de 2014        |
| 156.     | 21 de setembro de 2014  | Maracanã, Rio de Janeiro, Brasil               | 1–1       | Fluminense             | 0    | 0       | Campeonato Brasileiro de 2014        |
| 157.     | 24 de setembro de 2014  | Morumbi, São Paulo, Brasil                     | 2–2       | São Paulo              | 0    | 1       | Campeonato Brasileiro de 2014        |
| 158.     | 28 de setembro de 2014  | Arena Fonte Nova, Salvador, Brasil             | 1–1       | Bahia                  | 0    | 0       | Campeonato Brasileiro de 2014        |
| 159.     | 1 de outubro de 2014    | Arena das Dunas, Natal, Brasil                 | 1–0       | América                | 1    | 0       | Copa do Brasil de 2014               |
| 160.     | 4 de outubro de 2014    | Maracanã, Rio de Janeiro, Brasil               | 0–1       | Santos                 | 0    | 0       | Campeonato Brasileiro de 2014        |
| 161.     | 8 de outubro de 2014    | Orlando Scarpelli, Florianópolis, Brasil       | 2–1       | Figueirense            | 0    | 0       | Campeonato Brasileiro de 2014        |
| 162.     | 12 de outubro de 2014   | Maracanã, Rio de Janeiro, Brasil               | 3–0       | Cruzeiro               | 1    | 0       | Campeonato Brasileiro de 2014        |
| 163.     | 15 de outubro de 2014   | Maracanã, Rio de Janeiro, Brasil               | 1–0       | América                | 1    | 0       | Copa do Brasil de 2014               |
| 164.     | 19 de outubro de 2014   | Arena da Baixada, Curitiba, Brasil             | 1–2       | Atlético Paranaense    | 0    | 0       | Campeonato Brasileiro de 2014        |
| 165.     | 22 de outubro de 2014   | Maracanã, Rio de Janeiro, Brasil               | 2–0       | Internacional          | 2    | 0       | Campeonato Brasileiro de 2014        |
| 166.     | 25 de outubro de 2014   | Vivaldo Lima, Manaus, Brasil                   | 1–2       | Botafogo               | 0    | 0       | Campeonato Brasileiro de 2014        |
| 167.     | 29 de outubro de 2014   | Maracanã, Rio de Janeiro, Brasil               | 2–0       | Atlético Mineiro       | 0    | 1       | Copa do Brasil de 2014               |
| 168.     | 2 de novembro de 2014   | Maracanã, Rio de Janeiro, Brasil               | 3–0       | Chapecoense            | 0    | 0       | Campeonato Brasileiro de 2014        |
| 169.     | 16 de novembro de 2014  | Maracanã, Rio de Janeiro, Brasil               | 3–2       | Coritiba               | 0    | 1       | Campeonato Brasileiro de 2014        |
| 170.     | 19 de novembro de 2014  | Independência, Belo Horizonte, Brasil          | 0–4       | Atlético Mineiro       | 0    | 0       | Campeonato Brasileiro de 2014        |
| 171.     | 23 de novembro de 2014  | Castelão, São Luís, Brasil                     | 1–1       | Criciúma               | 0    | 0       | Campeonato Brasileiro de 2014        |
| 172.     | 18 de janeiro de 2015   | Mané Garrincha, Brasília, Brasil               | 0–0       | Shakhtar Donetsk       | 0    | 0       | Granada Cup                          |
| 173.     | 11 de fevereiro de 2015 | Maracanã, Rio de Janeiro, Brasil               | 5–1       | Cabofriense            | 0    | 0       | Campeonato Carioca de 2015           |
| 174.     | 19 de fevereiro de 2015 | Maracanã, Rio de Janeiro, Brasil               | 2–0       | Boavista               | 0    | 0       | Campeonato Carioca de 2015           |
| 175.     | 22 de fevereiro de 2015 | Raulino de Oliveira, Volta Redonda, Brasil     | 1–1       | Madureira              | 0    | 0       | Campeonato Carioca de 2015           |
| 176.     | 1 de março de 2015      | Maracanã, Rio de Janeiro, Brasil               | 0–1       | Botafogo               | 0    | 0       | Campeonato Carioca de 2015           |
| 177.     | 4 de março de 2015      | Maracanã, Rio de Janeiro, Brasil               | 2–0       | Nacional               | 0    | 0       | Amistoso                             |
| 178.     | 7 de março de 2015      | Nilton Santos, Rio de Janeiro, Brasil          | 2–0       | Friburguense           | 0    | 1       | Campeonato Carioca de 2015           |
| 179.     | 11 de março de 2015     | Maracanã, Rio de Janeiro, Brasil               | 2–1       | Volta Redonda          | 0    | 0       | Campeonato Carioca de 2015           |
| 180.     | 14 de março de 2015     | Los Larios, Duque de Caxias, Brasil            | 3–1       | Tigres do Brasil       | 1    | 0       | Campeonato Carioca de 2015           |
| 181.     | 18 de março de 2015     | Maracanã, Rio de Janeiro, Brasil               | 2–0       | Brasil de Pelotas      | 0    | 0       | Copa do Brasil de 2015               |
| 182.     | 22 de março de 2015     | Maracanã, Rio de Janeiro, Brasil               | 2–1       | Vasco da Gama          | 0    | 0       | Campeonato Carioca de 2015           |
| 183.     | 25 de março de 2015     | Maracanã, Rio de Janeiro, Brasil               | 2–1       | Bangu                  | 0    | 0       | Campeonato Carioca de 2015           |
| 184.     | 28 de março de 2015     | Nilton Santos, Rio de Janeiro, Brasil          | 2–0       | Bonsucesso             | 0    | 0       | Campeonato Carioca de 2015           |
| 185.     | 5 de abril de 2015      | Maracanã, Rio de Janeiro, Brasil               | 3–0       | Fluminense             | 0    | 0       | Campeonato Carioca de 2015           |
| 186.     | 8 de abril de 2015      | Moacyrzão, Macaé, Brasil                       | 0–0       | Nova Iguaçu            | 0    | 0       | Campeonato Carioca de 2015           |
| 187.     | 12 de abril de 2015     | Maracanã, Rio de Janeiro, Brasil               | 0–0       | Vasco da Gama          | 0    | 0       | Campeonato Carioca de 2015           |
| 188.     | 19 de abril de 2015     | Maracanã, Rio de Janeiro, Brasil               | 0–1       | Vasco da Gama          | 0    | 0       | Campeonato Carioca de 2015           |
| 189.     | 22 de abril de 2015     | Salgueirão, Salgueiro, Brasil                  | 2–0       | Salgueiro              | 0    | 0       | Copa do Brasil de 2015               |
| 190.     | 2 de maio de 2015       | Romeirão, Juazeiro do Norte, Brasil            | 1–0       | Icasa                  | 1    | 0       | Amistoso                             |
| 191.     | 10 de maio de 2015      | Morumbi, São Paulo, Brasil                     | 2–2       | São Paulo              | 0    | 0       | Campeonato Brasileiro de 2015        |
| 192.     | 17 de maio de 2015      | Maracanã, Rio de Janeiro, Brasil               | 2–2       | Sport                  | 0    | 0       | Campeonato Brasileiro de 2015        |
| 193.     | 24 de maio de 2015      | Ressacada, Florianópolis, Brasil               | 1–2       | Avaí                   | 1    | 0       | Campeonato Brasileiro de 2015        |
| 194.     | 31 de maio de 2015      | Maracanã, Rio de Janeiro, Brasil               | 2–3       | Fluminense             | 0    | 0       | Campeonato Brasileiro de 2015        |
| 195.     | 3 de junho de 2015      | Mineirão, Belo Horizonte, Brasil               | 0–1       | Cruzeiro               | 0    | 0       | Campeonato Brasileiro de 2015        |
| 196.     | 6 de junho de 2015      | Maracanã, Rio de Janeiro, Brasil               | 1–0       | Chapecoense            | 1    | 0       | Campeonato Brasileiro de 2015        |
| 197.     | 13 de junho de 2015     | Couto Pereira, Curitiba, Brasil                | 1–0       | Coritiba               | 0    | 0       | Campeonato Brasileiro de 2015        |
| 198.     | 20 de junho de 2015     | Maracanã, Rio de Janeiro, Brasil               | 0–2       | Atlético Mineiro       | 0    | 0       | Campeonato Brasileiro de 2015        |
| 199.     | 1 de julho de 2015      | Arena Joinville, Joinville, Brasil             | 1–0       | Joinville              | 0    | 1       | Campeonato Brasileiro de 2015        |
| 200.     | 12 de julho de 2015     | Maracanã, Rio de Janeiro, Brasil               | 0–3       | Corinthians            | 0    | 0       | Campeonato Brasileiro de 2015        |
| 201.     | 18 de julho de 2015     | Maracanã, Rio de Janeiro, Brasil               | 1–0       | Grêmio                 | 0    | 0       | Campeonato Brasileiro de 2015        |
| 202.     | 26 de julho de 2015     | Serra Dourada, Goiânia, Brasil                 | 1–0       | Goiás                  | 0    | 0       | Campeonato Brasileiro de 2015        |
| 203.     | 2 de agosto de 2015     | Maracanã, Rio de Janeiro, Brasil               | 2–2       | Santos                 | 0    | 0       | Campeonato Brasileiro de 2015        |
| 204.     | 9 de agosto de 2015     | Estádio Moisés Lucarelli, Campinas, Brasil     | 0–1       | Ponte Preta            | 0    | 0       | Campeonato Brasileiro de 2015        |
| 205.     | 4 de outubro de 2015    | Maracanã, Rio de Janeiro, Brasil               | 2–0       | Joinville              | 1    | 0       | Campeonato Brasileiro de 2015        |
| 206.     | 11 de outubro de 2015   | Kléber Andrade, Cariacica, Brasil              | 4–0       | Desportiva Ferroviária | 0    | 1       | Amistoso                             |
| 207.     | 14 de outubro de 2015   | Orlando Scarpelli, Florianópolis, Brasil       | 0–3       | Figueirense            | 0    | 0       | Campeonato Brasileiro de 2015        |
| 208.     | 18 de outubro de 2015   | Maracanã, Rio de Janeiro, Brasil               | 0–1       | Internacional          | 0    | 0       | Campeonato Brasileiro de 2015        |
| 209.     | 25 de outubro de 2015   | Arena Corinthians, São Paulo, Brasil           | 0–1       | Corinthians            | 0    | 0       | Campeonato Brasileiro de 2015        |
| 210.     | 1 de novembro de 2015   | Arena do Grêmio, Porto Alegre, Brasil          | 0–2       | Grêmio                 | 0    | 0       | Campeonato Brasileiro de 2015        |
| 211.     | 8 de novembro de 2015   | Maracanã, Rio de Janeiro, Brasil               | 4–1       | Goiás                  | 0    | 1       | Campeonato Brasileiro de 2015        |
| 212.     | 15 de novembro de 2015  | Maracanã, Rio de Janeiro, Brasil               | 1–0       | Orlando City           | 0    | 0       | Amistoso                             |
| 213.     | 19 de novembro de 2015  | Vila Belmiro, Santos, Brasil                   | 0–0       | Santos                 | 0    | 0       | Campeonato Brasileiro de 2015        |
| 214.     | 22 de novembro de 2015  | Mané Garrincha, Brasília, Brasil               | 1–1       | Ponte Preta            | 1    | 0       | Campeonato Brasileiro de 2015        |
| 215.     | 29 de novembro de 2015  | Arena da Baixada, Curitiba, Brasil             | 0–3       | Atlético Paranaense    | 0    | 0       | Campeonato Brasileiro de 2015        |
| 216.     | 6 de dezembro de 2015   | Maracanã, Rio de Janeiro, Brasil               | 1–2       | Palmeiras              | 0    | 0       | Campeonato Brasileiro de 2015        |
| 217.     | 21 de janeiro de 2016   | Castelão, Fortaleza, Brasil                    | 3–3 (3–4) | Ceará                  | 0    | 0       | Troféu Asa Branca de 2016            |
| 218.     | 24 de janeiro de 2016   | Arruda, Recife, Brasil                         | 1–3       | Santa Cruz             | 0    | 0       | Taça Chico Science de 2016           |
| 219.     | 27 de janeiro de 2016   | Mineirão, Belo Horizonte, Brasil               | 2–0       | Atlético Mineiro       | 0    | 0       | Primeira Liga do Brasil de 2016      |
| 220.     | 3 de fevereiro de 2016  | Moacyrzão, Macaé, Brasil                       | 2–0       | Macaé                  | 0    | 0       | Campeonato Carioca de 2016           |
| 221.     | 10 de fevereiro de 2016 | Raulino de Oliveira, Volta Redonda, Brasil     | 5–0       | Portuguesa da Ilha     | 0    | 0       | Campeonato Carioca de 2016           |
| 222.     | 17 de fevereiro de 2016 | Kléber Andrade, Cariacica, Brasil              | 1–0       | América Mineiro        | 0    | 0       | Primeira Liga do Brasil de 2016      |
| 223.     | 21 de fevereiro de 2016 | Mané Garrincha, Brasília, Brasil               | 2–1       | Fluminense             | 0    | 0       | Campeonato Carioca de 2016           |
| 224.     | 24 de fevereiro de 2016 | Moacyrzão, Macaé, Brasil                       | 1–0       | Cabofriense            | 0    | 0       | Campeonato Carioca de 2016           |
| 225.     | 28 de fevereiro de 2016 | Raulino de Oliveira, Volta Redonda, Brasil     | 5–0       | Resende                | 1    | 0       | Campeonato Carioca de 2016           |
| 226.     | 5 de março de 2016      | Raulino de Oliveira, Volta Redonda, Brasil     | 3–1       | Bangu                  | 0    | 0       | Campeonato Carioca de 2016           |
| 227.     | 9 de março de 2016      | Mané Garrincha, Brasília, Brasil               | 1–1       | Figueirense            | 0    | 0       | Primeira Liga do Brasil de 2016      |
| 228.     | 12 de março de 2016     | Raulino de Oliveira, Volta Redonda, Brasil     | 1–0       | Madureira              | 0    | 0       | Campeonato Carioca de 2016           |
| 229.     | 16 de março de 2016     | Batistão, Aracaju, Brasil                      | 0–1       | Confiança              | 0    | 0       | Copa do Brasil de 2016               |
| 230.     | 20 de março de 2016     | Pacaembu, São Paulo, Brasil                    | 0–0       | Fluminense             | 0    | 0       | Campeonato Carioca de 2016           |
| 231.     | 23 de março de 2016     | Mário Helênio, Juiz de Fora, Brasil            | 0–1       | Atlético Paranaense    | 0    | 0       | Primeira Liga do Brasil de 2016      |
| 232.     | 26 de março de 2016     | Raulino de Oliveira, Volta Redonda, Brasil     | 0–1       | Volta Redonda          | 0    | 0       | Campeonato Carioca de 2016           |
| 233.     | 30 de março de 2016     | Mané Garrincha, Brasília, Brasil               | 1–1       | Vasco da Gama          | 0    | 0       | Campeonato Carioca de 2016           |
| 234.     | 2 de abril de 2016      | Mário Helênio, Juiz de Fora, Brasil            | 2–2       | Botafogo               | 0    | 1       | Campeonato Carioca de 2016           |
| 235.     | 9 de abril de 2016      | Raulino de Oliveira, Volta Redonda, Brasil     | 3–0       | Boavista               | 0    | 0       | Campeonato Carioca de 2016           |
| 236.     | 17 de abril de 2016     | Moacyrzão, Macaé, Brasil                       | 3–0       | Bangu                  | 0    | 0       | Campeonato Carioca de 2016           |
| 237.     | 20 de abril de 2016     | Raulino de Oliveira, Volta Redonda, Brasil     | 3–0       | Confiança              | 0    | 0       | Copa do Brasil de 2016               |
| 238.     | 24 de abril de 2016     | Arena da Amazônia, Manaus, Brasil              | 0–2       | Vasco da Gama          | 0    | 0       | Campeonato Carioca de 2016           |
| 239.     | 4 de maio de 2016       | Arena Castelão, Fortaleza, Brasil              | 1–2       | Fortaleza              | 0    | 0       | Copa do Brasil de 2016               |
| 240.     | 22 de maio de 2016      | Arena do Grêmio, Porto Alegre, Brasil          | 0–1       | Grêmio                 | 0    | 0       | Campeonato Brasileiro de 2016        |
| 241.     | 29 de maio de 2016      | Moisés Lucarelli, Campinas, Brasil             | 2–1       | Ponte Preta            | 0    | 0       | Campeonato Brasileiro de 2016        |
| 242.     | 2 de junho de 2016      | Raulino de Oliveira, Volta Redonda, Brasil     | 1–0       | Vitória                | 0    | 0       | Campeonato Brasileiro de 2016        |
| 243.     | 12 de junho de 2016     | Orlando Scarpelli, Florianópolis, Brasil       | 0–1       | Figueirense            | 0    | 0       | Campeonato Brasileiro de 2016        |
| 244.     | 19 de junho de 2016     | Mané Garrincha, Brasília, Brasil               | 2–2       | São Paulo              | 0    | 0       | Campeonato Brasileiro de 2016        |
| 245.     | 10 de julho de 2016     | Mané Garrincha, Brasília, Brasil               | 2–0       | Atlético Mineiro       | 0    | 0       | Campeonato Brasileiro de 2016        |
| 246.     | 25 de julho de 2016     | Kléber Andrade, Cariacica, Brasil              | 2–1       | América Mineiro        | 0    | 0       | Campeonato Brasileiro de 2016        |
| 247.     | 21 de agosto de 2016    | Mané Garrincha, Brasília, Brasil               | 2–1       | Grêmio                 | 0    | 0       | Campeonato Brasileiro de 2016        |
| 248.     | 28 de agosto de 2016    | Arena Condá, Chapecó, Brasil                   | 3–1       | Chapecoense            | 0    | 1       | Campeonato Brasileiro de 2016        |
| 249.     | 31 de agosto de 2016    | Kléber Andrade, Cariacica, Brasil              | 3–1       | Figueirense            | 0    | 0       | Copa Sul-Americana de 2016           |
| 250.     | 7 de setembro de 2016   | Kléber Andrade, Cariacica, Brasil              | 2–1       | Ponte Preta            | 1    | 0       | Campeonato Brasileiro de 2016        |
| 251.     | 10 de setembro de 2016  | Barradão, Salvador, Brasil                     | 2–1       | Vitória                | 1    | 0       | Campeonato Brasileiro de 2016        |
| 252.     | 14 de setembro de 2016  | Allianz Parque, São Paulo, Brasil              | 1–1       | Palmeiras              | 0    | 0       | Campeonato Brasileiro de 2016        |
| 253.     | 18 de setembro de 2016  | Pacaembu, São Paulo, Brasil                    | 2–0       | Figueirense            | 0    | 0       | Campeonato Brasileiro de 2016        |
| 254.     | 25 de setembro de 2016  | Kléber Andrade, Cariacica, Brasil              | 2–1       | Cruzeiro               | 0    | 0       | Campeonato Brasileiro de 2016        |
| 255.     | 1 de outubro de 2016    | Morumbi, São Paulo, Brasil                     | 0–0       | São Paulo              | 0    | 0       | Campeonato Brasileiro de 2016        |
| 256.     | 16 de outubro de 2016   | Beira Rio, Porto Alegre, Brasil                | 1–2       | Internacional          | 0    | 0       | Campeonato Brasileiro de 2016        |
| 257.     | 29 de outubro de 2016   | Mineirão, Belo Horizonte, Brasil               | 2–2       | Atlético Mineiro       | 0    | 0       | Campeonato Brasileiro de 2016        |
| 258.     | 5 de novembro de 2016   | Maracanã, Rio de Janeiro, Brasil               | 0–0       | Botafogo               | 0    | 0       | Campeonato Brasileiro de 2016        |
| 259.     | 16 de novembro de 2016  | Mineirão, Belo Horizonte, Brasil               | 1–0       | América Mineiro        | 0    | 0       | Campeonato Brasileiro de 2016        |
| 260.     | 20 de novembro de 2016  | Maracanã, Rio de Janeiro, Brasil               | 2–2       | Coritiba               | 1    | 0       | Campeonato Brasileiro de 2016        |
| 261.     | 27 de novembro de 2016  | Maracanã, Rio de Janeiro, Brasil               | 2–0       | Santos                 | 0    | 0       | Campeonato Brasileiro de 2016        |
| 262.     | 11 de dezembro de 2016  | Arena da Baixada, Curitiba, Brasil             | 0–0       | Atlético Paranaense    | 0    | 0       | Campeonato Brasileiro de 2016        |
| 263.     | 21 de janeiro de 2017   | Serra Dourada, Goiânia, Brasil                 | 1–2       | Vila Nova              | 0    | 0       | Amistoso                             |
| 264.     | 4 de fevereiro de 2017  | Moça Bonita, Bangu, Brasil                     | 4–0       | Nova Iguaçu            | 0    | 1       | Campeonato Carioca de 2017           |
| 265.     | 8 de fevereiro de 2017  | Mané Garrincha, Brasília, Brasil               | 2–0       | Grêmio                 | 0    | 0       | Primeira Liga do Brasil de 2017      |
| 266.     | 12 de fevereiro de 2017 | Nilton Santos, Rio de janeiro, Brasil          | 2–1       | Botafogo               | 0    | 0       | Campeonato Carioca de 2017           |
| 267.     | 16 de fevereiro de 2017 | Bezerrão, Gama, Brasil                         | 1'–0      | América Mineiro        | 1    | 0       | Primeira Liga do Brasil de 2017      |
| 268.     | 19 de fevereiro de 2017 | Raulino de Oliveira, Volta Redonda, Brasil     | 4–0       | Madureira              | 0    | 0       | Campeonato Carioca de 2017           |
| 269.     | 22 de fevereiro de 2017 | Arena Castelão, Fortaleza, Brasil              | 0–0       | Ceará                  | 0    | 0       | Primeira Liga do Brasil de 2017      |
| 270.     | 25 de fevereiro de 2017 | Raulino de Oliveira, Volta Redonda, Brasil     | 1–0       | Vasco da Gama          | 0    | 0       | Campeonato Carioca de 2017           |
| 271.     | 5 de março de 2017      | Nilton Santos, Rio de janeiro, Brasil          | 3–3 (2–4) | Fluminense             | 0    | 0       | Campeonato Carioca de 2017           |
| 272.     | 8 de março de 2017      | Maracanã, Rio de janeiro, Brasil               | 4–0       | San Lorenzo            | 1    | 0       | Copa Libertadores da América de 2017 |
| 273.     | 11 de março de 2017     | Raulino de Oliveira, Volta Redonda, Brasil     | 5–1       | Portuguesa da Ilha     | 0    | 0       | Campeonato Carioca de 2017           |
| 274.     | 15 de março de 2017     | San Carlos de Apoquindo, Santiago, Chile       | 0–1       | Universidad Católica   | 0    | 0       | Copa Libertadores da América de 2017 |
| 275.     | 2 de abril de 2017      | Kléber Andrade, Cariacica, Brasil              | 1–1       | Fluminense             | 0    | 0       | Campeonato Carioca de 2017           |
| 276.     | 8 de abril de 2017      | Maracanã, Rio de Janeiro, Brasil               | 0–0       | Vasco da Gama          | 0    | 0       | Campeonato Carioca de 2017           |
| 277.     | 12 de abril de 2017     | Maracanã, Rio de Janeiro, Brasil               | 2–1       | Atlético Paranaense    | 0    | 0       | Copa Libertadores da América de 2017 |
| 278.     | 23 de abril de 2017     | Maracanã, Rio de Janeiro, Brasil               | 2–1       | Botafogo               | 0    | 0       | Campeonato Carioca de 2017           |
| 279.     | 26 de abril de 2017     | Arena da Baixada, Curitiba, Brasil             | 1–2       | Atlético Paranaense    | 0    | 0       | Copa Libertadores da América de 2017 |
| 280.     | 3 de maio de 2017       | Maracanã, Rio de Janeiro, Brasil               | 3–1       | Universidad Católica   | 0    | 0       | Copa Libertadores da América de 2017 |
| 281.     | 7 de maio de 2017       | Maracanã, Rio de Janeiro, Brasil               | 2–1       | Fluminense             | 0    | 1       | Campeonato Carioca de 2017           |
| 282.     | 10 de maio de 2017      | Maracanã, Rio de Janeiro, Brasil               | 0–0       | Atlético Goianiense    | 0    | 0       | Copa do Brasil de 2017               |
| 283.     | 17 de maio de 2017      | El Nuevo Gasómetro, Buenos Aires, Argentina    | 1–2       | San Lorenzo            | 0    | 0       | Copa Libertadores da América de 2017 |
| 284.     | 20 de maio de 2017      | Serra Dourada, Goiânia, Brasil                 | 3–0       | Atlético Goianiense    | 0    | 0       | Campeonato Brasileiro de 2017        |
| 285.     | 26 de julho de 2017     | Vila Belmiro, Santos, Brasil                   | 2–4       | Santos                 | 0    | 0       | Copa do Brasil de 2017               |
| 286.     | 30 de agosto de 2017    | Kleber Andrade, Cariacica, Brasil              | 1–1 (4–5) | Paraná                 | 0    | 0       | Primeira Liga do Brasil de 2017      |
| 287.     | 7 de setembro de 2017   | Maracanã, Rio de Janeiro, Brasil               | 1–1       | Cruzeiro               | 0    | 0       | Copa do Brasil de 2017               |
| 288.     | 17 de setembro de 2017  | Ilha do Urubu, Rio de Janeiro, Brasil          | 2–0       | Sport                  | 0    | 0       | Campeonato Brasileiro de 2017        |
| 289.     | 20 de setembro de 2017  | Ilha do Urubu, Rio de Janeiro, Brasil          | 4–0       | Chapecoense            | 0    | 0       | Copa Sul-Americana de 2017           |
| 290.     | 23 de setembro de 2017  | Ilha do Urubu, Rio de Janeiro, Brasil          | 1–1       | Avaí                   | 0    | 0       | Campeonato Brasileiro de 2017        |
| 291.     | 2 de outubro de 2017    | Moisés Lucarelli, Campinas, Brasil             | 0–1       | Ponte Preta            | 0    | 0       | Campeonato Brasileiro de 2017        |
| 292.     | 15 de outubro de 2017   | Arena Condá, Chapecó, Brasil                   | 1–0       | Chapecoense            | 0    | 0       | Campeonato Brasileiro de 2017        |
| 293.     | 22 de outubro de 2017   | Pacaembu, São Paulo, Brasil                    | 0–2       | São Paulo              | 0    | 0       | Campeonato Brasileiro de 2017        |

## Títulos
Bahia
- Campeonato Baiano: 2012[41]

Flamengo
- Copa do Brasil: 2013
- Campeonato Carioca: 2014, 2017
- Taça Guanabara: 2014
- Torneio Super Clássicos: 2013, 2014, 2015
- Torneio Super Series: 2015
- Troféu 125 anos de Uberlândia: 2013

Kashiwa Reysol
- Segunda Divisão Japonesa: 2019

CSA
- Campeonato Alagoano: 2021

## Prêmios individuais
- Líder em assistências do Campeonato Baiano: 2012
- Melhor jogador do Campeonato Baiano: 2012
- Melhor Meia Direita do Campeonato Baiano: 2012
- Craque da 5.º rodada do Campeonato Brasileiro
- Melhor jogador da partida: Flamengo x Emelec
- Craque da 30.ª rodada do Campeonato Brasileiro: 2014
- Melhor jogador da partida: Flamengo x América-RN